# Ludo Gerits
Ludo Gerits is een Belgisch voormalig nationalistisch redacteur en politicus voor het Vlaams Blok en diens opvolger Vlaams Belang.

## Levensloop
Tijdens zijn jeugd was hij actief in het KVHV. Hij was van nabij betrokken bij de fusie van VNP (o.a. Karel Dillen) en de VVP (o.a. Lode Claes en Roeland Raes) in 1979 tot Vlaams Blok, waarbij de fusiegesprekken veelal ten zijner huize in Lokeren plaatsvonden. Hij was redacteur - en vanaf begin jaren 90 hoofdredacteur - van Dietsland-Europa. In deze hoedanigheid volgde hij Bert Van Boghout op, die hij in 2001 eveneens opvolgde als voorzitter van Were Di. In oktober 2006 werd het tijdschrift Dietsland-Europa stopgezet. Een jaar later ook de organisatie Were Di.
Hij deed zijn intreden in de Lokerse politiek in 1995, als gemeenteraadslid. In april 2007 kwam hij in opspraak nadat hij enkele moslima's die een zitting van de gemeenteraad bijwoonden pinguïns had genoemd. In 2012 verliet hij de gemeentepolitiek, maar in april 2016 maakte hij zijn terugkeer bekend als opvolger van Werner Marginet in de gemeenteraad. In 2020 stopte hij als gemeenteraadslid.